# Pancheria heterophylla
Pancheria heterophylla är en tvåhjärtbladig växtart som beskrevs av Eugène Vieillard och André Guillaumin. Pancheria heterophylla ingår i släktet Pancheria och familjen Cunoniaceae. Inga underarter finns listade i Catalogue of Life.